# USS Macon (ZRS-5)
USS Macon (ZRS-5) – helowy sterowiec szkieletowy amerykańskiej marynarki wojennej, eksploatowany w latach 1933–1935.
Sterowiec o długości 239 metrów, o 6 metrów krótszy od niemieckiego LZ 129 Hindenburg, wraz ze swym siostrzanym sterowcem USS Akron (ZRS-4) był jednym z największych obiektów latających na świecie w tamtym czasie. Jednostki amerykańskie były największymi sterowcami wypełnionymi helem (Hindenburg był napełniony wodorem).
Statek został zbudowany w Goodyear Airdock w Springfield Township w pobliżu Akron, w stanie Ohio przez firmę Goodyear-Zeppelin Corporation przez zespół doświadczonych inżynierów niemieckich pod kierownictwem głównego projektanta Karla Arnsteina. 
11 marca 1933 roku Macon został ochrzczony przez Jeanette Whitton Moffett (żonę kontradmirała Williama A. Moffetta, szefa Biura Aeronautyki Marynarki Wojennej), nadane imię pochodzi od największego miasta w obwodzie Carla Vinsona, ówczesnego przewodniczącego Izby Reprezentantów w Komisji Spraw Morskich – Macon w stanie Georgia. Miesiąc później odbył się dziewiczy lot, a 23 czerwca 1933 został oficjalnie wprowadzony do służby, pod dowództwem komandora porucznika Algera H. Dresela.
6 lipca 1933 w czasie próbnego lotu z Lakehurst w New Jersey, sterowiec przyjął na pokład pierwszy ze swych dwupłatowców F9C Sparrowhawk. Samoloty te były przechowywane w hangarach wewnątrz kadłuba, skąd były wyprowadzane za pomocą trapezu.
Macon w czasie swej kariery miał więcej osiągnięć, niż siostrzany statek Akron. Dowódcy Macona rozwijali doktrynę i techniki zwiadowcze samolotów sterowca, jako statku powietrznego pozostającego poza zasięgiem obserwacji sił przeciwnika w ćwiczebnych manewrach floty.
12 lutego 1935 roku, podczas powrotu z manewrów floty do Sunnyvale w Kalifornii, Macon napotkał sztorm w pobliżu Point Sur. Podczas burzy uszkodzeniom strukturalnym uległ jeden z pierścieni szkieletu, podtrzymujący jeden z płatów ogona, który się następnie oderwał. Fragmenty płata przebiły komory gazowe, powodując wyciek helu. Ubytki gazu doprowadziły do osadzenia sterowca w oceanie, doprowadzając do jego zatonięcia w okolicach Monterey Bay. Podczas tej katastrofy zginęło dwóch spośród 76 członków załogi. Pozostali uratowali się m.in. dzięki kamizelkom ratowniczym, wprowadzonym po katastrofie Akrona.

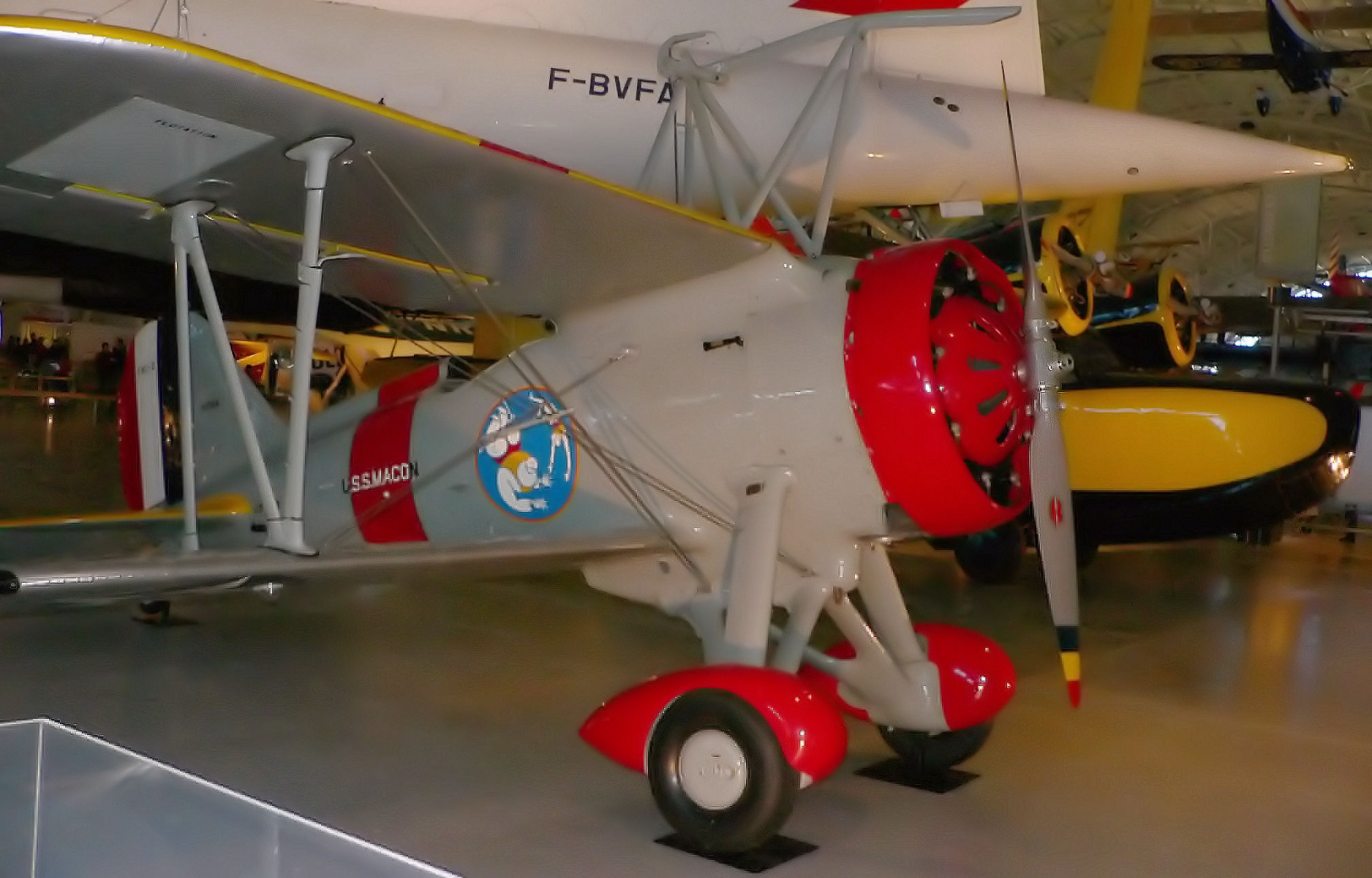
F9C Sparrowhawk, jaki był na wyposażeniu USS „Macon”